# Hulland Ward
Hulland Ward – wieś i civil parish w Anglii, w hrabstwie Derbyshire, w dystrykcie Derbyshire Dales. Leży 15 km na północny zachód od miasta Derby i 197 km na północny zachód od Londynu.